# Ернст фон Фейхтерслебен
Барон Ернст Марія Йоганн Карл фон Фейхтерслебен (нім. Ernst Maria Johann Karl Freiherr von Feuchtersleben; 29 квітня 1806, Відень — 3 вересня 1849, там же) — австрійський учений, хірург, психіатр, письменник, поет, філософ, літературний критик.

## Біографія
Барон Ернст Фейхтерслебен народився у Відні в 1806 році в аристократичній родині австрійського чиновника. Спочатку відвідував курси при Терезіанумі, потім, в 1825 році, вступив до Віденського університету на відділення медицини, яке успішно закінчив у 1833 році, отримавши ступінь доктора. Відразу після цього почав свою лікарську діяльність як практикуючий хірург.
У 1844 році почав читати курс лекцій з психіатрії в Віденському університеті, в наступному році став деканом медичного факультету. У липні 1848 року Фейхтерслебен призначений секретарем одного з міністерств, спробував ініціювати реформу освіти, але, зіткнувшись зі значними перешкодами, розчарувався в своїх починаннях і покинув пост секретаря в грудні 1848 року, повернувшись до лікарської і викладацької діяльності.